# Les Billanges
 Les Billanges  (en occitano Los Bilanges) es una población y comuna francesa, en la región de Lemosín, departamento de Alto Vienne, en el distrito de Limoges y cantón de Ambazac.
Forma parte del Camino de Santiago (Via Lemovicensis).

## Demografía
| 515 | 464 | 382 | 313 | 285 | 288 | 302 |
| Para los censos de 1962 a 1999 la población legal corresponde a la población sin duplicidades (Fuente: INSEE [Consultar]) |     |     |     |     |     |     |